# Sukhrali
Sukhrali è una suddivisione dell'India, classificata come census town, di 10.384 abitanti, situata nel distretto di Gurgaon, nello stato federato dell'Haryana. In base al numero di abitanti la città rientra nella classe IV (da 10.000 a 19.999 persone).

## Geografia fisica
La città è situata a 28° 28' 58 N e 77° 03' 20 E.

## Società

### Evoluzione demografica
Al censimento del 2001 la popolazione di Sukhrali assommava a 10.384 persone, delle quali 5.612 maschi e 4.772 femmine. I bambini di età inferiore o uguale ai sei anni assommavano a 1.218, dei quali 706 maschi e 512 femmine. Infine, coloro che erano in grado di saper almeno leggere e scrivere erano 8.139, dei quali 4.597 maschi e 3.542 femmine.